# 伊洛瓦底省
伊洛瓦底省是緬甸南部的一個省，位於該國伊洛瓦底江下游地區（伊洛瓦底江三角洲）。西北包括阿拉干山，西瀕孟加拉灣南，東南臨安達曼海。面積35,138平方公里。

## 行政區劃
伊洛瓦底省下分6縣，主要城鎮有勃生、興實達、堅景和毛淡棉遵等。
- 勃生縣（ပုသိမ်ခရိုင်）
- 興實達縣（ဟင်္သာတခရိုင်）
- 渺彌亞縣（မြောင်းမြခရိုင်）
- 馬烏賓縣（မအူပင်ခရိုင်）
- 壁磅县（ဖျာပုံခရိုင်）
- 拉布達縣（လပွတ္တာခရိုင်）
- 烔标县（英语：Kyonpyaw District）（ကျုံပျော်ခရိုင်）
- 缅昂县（英语：Myanaung District）（မြန်အောင်ခရိုင်）

## 人口
早期人口約499.1萬（1983年），現今人口約6,663,000人（2008年）。首府勃生不但是緬甸人口最稠密、耕地最集中、可通航河道最多的省份，而且還是主要的稻米和漁业產區。